# Vimpelin Veto
Vimpelin Veto (ViVe) är en bobollklubb från Vindala, Finland. Klubben grundades i maj 1934.
Klubbens herrlag spelar i Superpesis och har vunnit fem FM-guld (senast 2017).